# (254876) Strommer
(254876) Strommer est un astéroïde de la ceinture principale.

## Description
(254876) Strommer est un astéroïde de la ceinture principale. Il fut découvert le 24 septembre 2005 à Piszkesteto par Krisztián Sárneczky. Il présente une orbite caractérisée par un demi-grand axe de 2,81 UA, une excentricité de 0,17 et une inclinaison de 8,7° par rapport à l'écliptique.
Il est nommé d'après le mathématicien hongrois Gyula Strommer.

## Compléments